# Liste der Monuments historiques in Bégrolles-en-Mauges
Die Liste der Monuments historiques in Bégrolles-en-Mauges führt die Monuments historiques in der französischen Gemeinde Bégrolles-en-Mauges auf.

## Liste der Bauwerke
| Bezeichnung | Beschreibung | Standort | Kennzeichnung | Schutzstatus | Datum | Bild |
| ----------- | ------------ | -------- | ------------- | ------------ | ----- | ---- |
| Mühle       | Erbaut 1893  | (Lage)   | PA00108972    | Inscrit      | 1975  |      |

## Liste der Objekte
| Bezeichnung | Beschreibung                            | Standort                        | Kennzeichnung | Schutzstatus | Datum | Bild |
| ----------- | --------------------------------------- | ------------------------------- | ------------- | ------------ | ----- | ---- |
| Plateau     | Silber, 1784, von Louis Julien Chesneau | in der Kirche Notre-Dame (Lage) | PM49004741    | Inscrit      | 1997  |      |